# 113203 Szabó
(113203) Szabó, denumire internațională (113203) Szabo, este un asteroid din centura principală de asteroizi.

## Descriere
113203 Szabó este un asteroid din centura principală de asteroizi. A fost descoperit pe 7 septembrie 2002 la Piszkesteto de Krisztián Sárneczky. Asteroidul prezintă o orbită caracterizată de o semiaxă mare de 2,56 ua, o excentricitate de 0,25 și o înclinație de 2,6° în raport cu ecliptica.